# Białoruska Formuła 3
Białoruska Formuła 3 – cykliczne wyścigi według przepisów Formuły 3 rozgrywane na Białorusi w latach 1970–1987.
Podczas niektórych sezonów rozgrywano łączone wyścigi kilku serii, jak Formuła 1, Formuła 2 i Formuła 3.

## Mistrzowie
| Sezon | Kierowca             | Zespół                | Samochód           | Serie łączone |
| ----- | -------------------- | --------------------- | ------------------ | ------------- |
| 1969  | Eduard Buksow        | Krasnoje Znamia Mińsk | Melkus 64-Wartburg |               |
| 1971  | Wiaczesław Kuzmin    | Spartak Mińsk         | Estonia 9-Wartburg | F1            |
| 1971  | Wiaczesław Kuzmin    | Spartak Mińsk         | Estonia 9-Wartburg | F1, F2        |
| 1972  | Anatolij Alchimowicz | DOSAAF Mińsk          | Estonia 16M-Łada   | F1, F2        |
| 1973  | Walerij Łukaszewicz  | DOSAAF Mińsk          | Estonia 16M-Łada   | F1            |
| 1974  | Anatolij Alchimowicz | DOSAAF Mińsk          | Estonia 18-Łada    | F1, F2        |
| 1975  | Anatolij Alchimowicz | DOSAAF Mińsk          | Estonia 18-Łada    | F1, F2        |
| 1976  | Walerij Łukaszewicz  | DOSAAF Mińsk          | Estonia 18-Łada    | F1, F2        |
| 1977  | Walerij Łukaszewicz  | DOSAAF Mińsk          | Estonia 18-Łada    | F.Wostok      |
| 1978  | ?                    | ?                     |                    |               |
| 1979  | Aleksandr Kurniewicz | DOSAAF Mińsk          | Estonia 18AC-Łada  |               |
| 1980  | Nikołaj Rudnicki     | DOSAAF Mińsk          | Estonia 19-Łada    |               |
| 1981  | ?                    | ?                     |                    |               |